# Lễ hội tắm biển khỏa thân Sydney
Lễ hội tắm biển khỏa thân Sydney (The Sydney Skinny) là lễ hội mà người tham dự khỏa thân tắm biển, là một trong những sự kiện độc đáo được tổ chức hàng năm ở Sydney Úc bắt đầu từ ngày 28 tháng 2 năm 2014, với lần thứ 3 tổ chức vào năm 2016, thu hút sự chú ý của người dân và khách du lịch.. Nguồn gốc bắt đầu từ nhà sáng lập sự kiện này là ông Nigel Marsh, người đã khẳng định ông đang tổ chức một sự kiện mà người tham dự khỏa thân nhưng không lõa lồ. Nigel Marsh trả lời phỏng vấn của The Huffington Post: “Có nhiều người mới nghe đến đã lập tức kết luận sai lầm, và đó thật là một kết luận sai lầm. “The Sydney Skinny, thay vào đó có 5 điều cần nói đến. Tôi có thể nói hàng giờ về từng điều trong này, nhưng ngắn gọn đó là: niềm vui, sự dũng cảm, sự chấp nhận, thái độ và từ thiện.”. Điều kiện tham dự: Để tham dự lễ hội này, người tham gia phải trên 18 tuổi và mua vé khoảng 40 USD. Số tiền bán vé sẽ chuyển cho quỹ từ thiện The Butterfly Foundation dành cho những người khuyết tật. Năm 2016, lễ hội đã diễn ra ở bãi biển Cobbler, Middle Head NSW vào ngày chủ nhật 28/02.